# わぁい!
『わぁい!』は2010年から2014年の間、一迅社が発行していた日本の季刊雑誌。「男の娘（おとこのこ）」というジャンルを専門に扱っており、掲載されている漫画、イラスト、コラムなども全て、男の娘をテーマにしたものである。キャッチフレーズは「オトコの娘が集まる新世紀マガジン」。
刊行期間中、主に同ジャンルの『おと☆娘』（ミリオン出版）と発行部数を競った。

## 概要

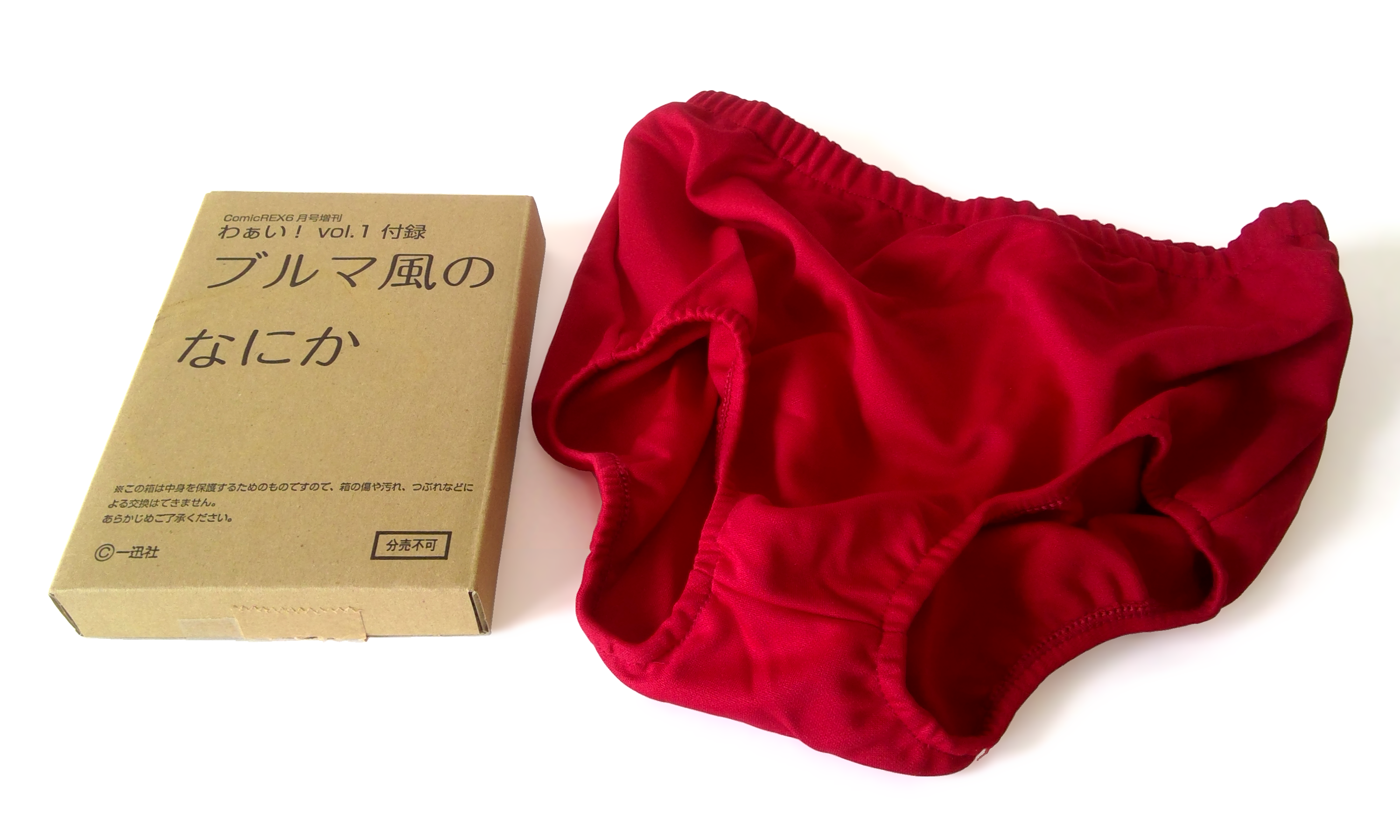
Vol.1（2010年4月）の付録「ブルマ風のなにか」

『わぁい!』は、一迅社から「男の娘」専門誌として2010年4月24日に創刊された。当初は発行上『月刊ComicREX』の増刊号という扱いであったが、Vol.4（2011年2月25日発売）で独立創刊した。企画および編集は『オンナノコになりたい!』や『30歳の保健体育』など「おとなの教科書シリーズ」を手がけた一迅社の土方敏良によるものである。土方は、「大げさに言うと男の娘は、かわいいものに魅力を感じる男の解放運動」であると語っている。
本誌は漫画を始めとして、イラスト、コラム、アニメ、ゲームの紹介記事などで構成されているが、それらは全て男の娘が題材となっているものか、あるいは作品中に男の娘がキャラクターとして登場しているものである。また、単にキャラクターとしての男の娘を扱うのだけでなく、漫画内で化粧のやり方の詳しい描写が描かれていたり、連載されているコラムでは実際に女装のやり方などを掲載している。また、広告ページにも女装グッズや、女装をすることのできるお店などが掲載されており、二次元の「男の娘」が好きな人に限らず、「男の娘」を目指したい人に対しての情報なども扱う「男の娘」情報誌となっている。
2014年2月25日発売のVol.16をもって休刊となった。

## 掲載内容
出典：

### 漫画

#### 連載漫画
- さざなみチェリー（英語版）（神吉） Vol.1 - 6
- オンナノコときどきオトコノコ（ひねもすのたり） Vol.1 - 7
- すずのね〜若女将?奮闘記〜（日辻ハコ） Vol.1 - 8
- ひみつの悪魔ちゃん（ゑむ） Vol.1 - 16
- リバーシブル!（英語版）（すえみつぢっか） Vol.1 - 15 （Vol.4では読み切りとして掲載されている。）
- ぱすとふゅーちゃー（高槻ツカサ） Vol.2 - 12
- お助け巫女ミコちゃん（ヒロイチ） Vol.4, 7 - 16
- ひめゴト（佃煮のりお） Vol.7 - 16
- オトコノ娘デイズ（河南あすか） Vol.8 - 13
- 禁制×四重魂（ムラナコ） Vol.8 - 16
- ボクと僕（みなつきふたご） Vol.8 - 16 （Vol.8, 9では読み切りとして掲載されている。）
- お姉ちゃんが守ってあげる!（吉乃そら） Vol.10 - 15
- 絶対服従ゲーム（ぺけ） Vol.14 - 16 （Vol.13では読み切りとして掲載されている。）
- SUPERファミリーコンプリート!（かまぼこRED） Vol.12, 13, 15 - 16 （Vol.12, 13では「ファミリーコンプリート」と題し、読み切りとして掲載されている。）
- ボクの下僕になあれっ！（アッサ） Vol.10 - 15

#### 読切漫画
- ののの。（冬凪れく） Vol.1
- 女の武器が使えてこそ男の娘です。（上田裕） Vol.2
- ふわ♥きゅん（虎向ひゅうら） Vol.3
- 迷elleオトコノ娘（POP） Vol.3
- 禁断のままに……（ムラナコ） Vol.5
- 嫁♂（吉平善哉） Vol.5
- TINTINチアー（唐辛子ひでゆ） Vol.6
- ♂よりしろ♀（ムラナコ） Vol.6
- ちゅーたーメイド（あめとゆき） Vol.7
- 僕の弟の可愛さは異常（吉田悟郎） Vol.7
- 友達なんかいらない（冬凪れく） Vol.7
- 押し入れから愛を込めて♥（凪妖女） Vol.9
- お前らみんなだまされている！（森あいり） Vol.10
- 同棲ちゅう！！（ＢＥＮＮＹ’Ｓ） Vol.11
- 見せコイ！（かまぼこＲＥＤ） Vol.11
- 俺と風紀委員の。（森あいり） Vol.12
- ひかるtoヒカリ（竹林月） Vol.13
- 黙って私の言うコトききなさい！（森あいり） Vol.13
- 偽少女戦隊Q（かまぼこRED） Vol.14
- 花澤くんは、はにかんだ。（カネコナオヤ） Vol.14
- いんもらる・じょそころじー（カネコナオヤ） Vol.15
- 花澤君は、かけぬけた。（カネコナオヤ） Vol.16

### 連載小説
- おんなのこらいふ!（文：布都みたま イラスト・キャラクターデザイン：成沢空） Vol.1 - 13

### 連載コラム
- オンナノコになりたい! 出張版（文：三葉 イラスト：みやはらみみかき） Vol.1 - 10

### 読者コーナー
- オトコの娘らんど

### その他のコーナー
- わぁい!エンタメ